# Most pri Bratislave
Most pri Bratislave (allemand : Bruck an der Donau) est un village de Slovaquie situé dans la région de Bratislava.

## Histoire
Première mention écrite du village en 1283. Le village appartenait autrefois à la région de langue allemande, mais la majorité de la population allemande a été expulsée à la fin de la Seconde Guerre mondiale.

## Géographie
La commune se trouve à une altitude de 130 mètres au-dessus du niveau de la mer et couvre une superficie de 19,01 km².

## Démographie

### Évolution de la population
| Année:               | 1994. | 2004.   | 2014.    | 2024.    |
| -------------------- | ----- | ------- | -------- | -------- |
| Nombre de personnes: | 1527  | 1594    | 2590     | 4533     |
| Différence:          |       | +4,38 % | +62,48 % | +75,01 % |

| Année:               | 2023. | 2024.   |
| -------------------- | ----- | ------- |
| Nombre de personnes: | 4425  | 4533    |
| Différence:          |       | +2,44 % |